# 成龍拳
『成龍拳』（原題：剣・花・煙雨江南、英題：To Kill With Intrigue）は、1977年公開のジャッキー・チェン主演の香港映画。

## 概要
キン・フー監督作品の常連だった女優シュー・フォン（徐楓）をヒロインに迎えた、ロー・ウェイ監督によるジャッキー・チェン主演作品。原作は古龍の武俠小説『剣・花・煙雨江南』で、脚本も古龍自身が担当している。1976年中頃に『蛇鶴八拳』『ファイナル・ドラゴン』と同時期に企画にあがっており、当初ジミー・ウォングとノラ・ミャオが主演予定だったが、ミャオは同時進行で製作されていた『蛇鶴八拳』のほうに出演することになり、また韓国ロケが予定されていたため諸事情で台湾から出られないウォングでは撮影が難しいために配役が変更されたと考えられる。
最後の格闘場面は冬の韓国で撮影されたが、主演のジャッキー含め数人のスタッフで撮影されたため、その場面だけはジャッキー自身が監督している。自伝『I AM JACKIE CHAN』の中で、「余りの寒さに皆やる気をなくした」「この映画を作るのは楽しくなかった」「プロットは馬鹿馬鹿しいくらい複雑」「ロー自身も、筋の行きつく先がどこなのかわかっていなかったのではないかと思う」「最後の格闘場面だけは、ローが寝てるあいだに僕が代わりに監督したから、まあまあのできになっていると思う」などと語っている。
劇中、秘伝の書としてタイトルである「成龍拳（劇場公開当時のパンフレット等では“成龍八翔拳”）」という拳法が登場するが、これは日本公開版として作られたものであり、実際は「血酒拳」である。ちなみに「成龍」とはジャッキー自身の中国名である。
日本では1984年5月12日に東映系で『魔女卵』との併映で公開されたが、本作の公開予定はかなり前から試案されていて、1983年12月公開予定だった。しかしもろもろの事情で公開が先送りされた。本作が公開される予定だった1983年12月には『ドラゴン特攻隊』が公開されている。

## ストーリー
中国の江南地方の総督の息子シャオライ（ジャッキー・チェン）は盗賊団、花蜂党の襲撃を察知し追撃の準備を始める。やがて女首領ティン・チャンイェン率いる賊軍が現れ、乱戦の中で総督が殺される。
怒りに燃えるシャオライはティン・チャンイェンを追い詰めるが、彼女の頬にある傷が自分の父の仕業と知り、とまどいの気持ちから彼女を逃がしてしまう。

## キャスト
- 小雷/雷少峯（シャオライ）：ジャッキー・チェン（成龍）
- 丁錢艶（ティン・チャンイェン）：シュー・フォン（英語版）（徐楓）
- 千千（チェンチェン）：ジュエ・リンロン（朝鮮語版）（玉霊龍）
- 金川（チンチュアン）：シン・イルリョン（英語版）（申一龍）
- 雷奇峯（総督）：マー・チー（馬驥）
- 龍四（ロン）：ワン・ユエ（英語版）（王珏）
- 歐陽急（オウ）：タン・リン（佟林）
- シャオライの母：チャン・シンチア（江青霞）
- 旅の老人：チェン・ウェイロー（陳慧樓）
- 警備隊員：リー・マンチン（李文泰）
- 太湖砦の老人：マン・マン（閔敏）
- ティンの侍女：チャン・ジョヒ（張照姬）

### 日本語吹替
| 役名                 | 俳優               | TBS版                     | ブロードウェイ版 |
| -------------------- | ------------------ | ------------------------- | ---------------- |
| シャオライ           | ジャッキー・チェン | 石丸博也 （石丸博也）     | 山野井仁         |
| ティン・チャンイェン | シュー・フォン     | 二木てるみ （折井あゆみ） |                  |
| チェンチェン         | ジュエ・リンロン   | 榊原良子 （寺門真希）     |                  |
| チンチュアン         | シン・イルリョン   | 玄田哲章 （玄田哲章）     |                  |
| 総督                 | マー・チー         | 上田敏也 （樋浦勉）       | 岩崎ひろし       |
| ロン                 | ワン・ユエ         | 阪脩 （樋浦勉）           | 仲野裕           |
| オウ                 | タン・リン         | 野島昭生 （野島昭生）     |                  |
| シャオライの母       | チャン・シンチア   | 市川千恵子 （寺門真希）   |                  |
| 旅の老人             | チェン・ウェイロー | 安田隆                    |                  |
| 警備隊員             | リー・マンチン     | 屋良有作                  |                  |
| 太湖砦の老人         | マン・マン         | 宮内幸平                  |                  |
| ティンの侍女         | チャン・ジョヒ     | 潘恵子                    |                  |

- TBS版 - 初放送1986年1月6日「月曜ロードショー」※BD、日本語吹替収録版DVD収録
  - 2024年4月15日にBS松竹東急にて吹き替え完全版と題してTBS版吹替に追加録音して放送した。()内はその際の代役。
  - 演出：清水勝則、翻訳：たかしまちせこ
- その他吹き替え - 大友龍三郎 他

## スタッフ
- 監督：ロー・ウェイ
- 製作総指揮：ロー・ウェイ
- 製作：シュー・リーホワ
- 脚本：古龍
- 撮影：陳鐘源
- 武術指導：陳信一、ジャッキー・チェン
- 製作会社：羅維影業有限公司

## 音楽
劇中内で他作品から流用されている音楽一覧。※順不同
| 曲名     | アーティスト    | サウンドトラック                                 | 制作年 |
| -------- | --------------- | ------------------------------------------------ | ------ |
| Flameout | Jerry Goldsmith | Logan's Run (Original Motion Picture Soundtrack) | 1976年 |

## 日本版サウンドトラック
日本での劇場公開時には日本独自の主題歌 北原拓の「成龍拳」がオリジナル編集のOPと劇中に挿入された。そのバージョンは、過去に東映より発売されたビデオ、及び初期のTV放送で見ることが出来たが、現在発売されているDVDはそれらが流れない香港版である。当時、日本オリジナルサウンドトラックが日本コロムビアより発売された。主題歌を含む歌もの2曲に加え、インストゥルメンタルにセリフ入りの映画の1シーンを乗せたドラマ仕立ての曲を収録しており、当時まだ無名だった久石譲や甲斐正人などが音楽を手掛けている。1997年10月21日に復刻盤としてCD発売されたが2018年現在は廃盤。
以下は収録曲（39分35秒）。
- 01.主題歌《成龍拳》／歌：北原深 作詞：Jim Steele　作曲：小田裕一郎　編曲：甲斐正人
- 02.ドラマ《花蜂党の復讐》
- 03.ドラマ《何処か遠くへ…》
- 04.ドラマ《竜四（ルン・スー）の告白》
- 05.I NEVER SAID IT'S FOREVER／歌：北原深　作詞：グレゴリー・スター　作曲：甲斐正人
- 06.ドラマ《血雨党の逆襲》
- 07.ドラマ《小雷の危機》
- 08.ドラマ《金川（チン・チュアン）の正体～竜四（ルン・スー）の死》
- 09.ドラマ《千々（チェン・チェン）を求めて～苦業の日々》
- 10.ドラマ《激闘！成龍拳》